# Карпинето Синело
Карпинѐто Синѐло (на италиански: Carpineto Sinello) е село и община в Южна Италия, провинция Киети, регион Абруцо. Разположен е на 381 m надморска височина. Населението на общината е 646 души (към 2010 г.).